# 伊万·巴比奇
伊万·尼古拉耶维奇·巴比奇（羅馬化：Ivan Nikolayevich Babich；1982年9月2日）是俄罗斯政治人物，第八届国家杜马代表。
2009年，巴比奇毕业于西伯利亚联邦大学。此后，他从事创业工作，并担任RZD Region Service LLC、Hozopttorg LLC、Dealer LLC的共同所有人、总经理。他是顿河畔罗斯托夫信贷快递银行的联合创始人。2021年9月起担任第八届国家杜马代表。

## 制裁
巴比奇于2022年因俄乌战争而受到英国政府制裁。